# Maminydjama Maymuru
Maminydjama  “Magnolia” Maymuru (1997 –) ausztrál őslakos modell, színész.
2016-ban részt vett a Miss World Australia szépségversenyen, és a legjobb 10 között végzett.
Ő az első nő, aki a szépségverseny jelöltjei közé került Ausztrália Északi területéről.
Maymuru Yirrkala-ban nőtt fel Ausztrália Északi terület nevű territóriumában.
A modell karrierje 2014-ben kezdődött, miután egy modell ügynökség munkatársa felfigyelt rá az utcán. A lány tanulmányai miatt először elutasította az ajánlatot, de végül egy évvel később 2015-ben igent mondott az első munkájára, a Darwinban rendezett Northern Territory Fashion Weeken.
Szereplésével amellett, hogy megkérdőjelezte korunk szépségideálját, szeretné megváltoztatni azt, ahogy az emberek a bennszülött ausztrálokra tekintenek.
"Van egy üzenetem a világ számára: abban a percben, hogy valakit elkezdesz lenézni (...), szégyellned kéne magad. Mert, tudod az ő életük sem ér kevesebbet, mint a tiéd. És azt gondolom, hogy itt Ausztráliában minden kultúra ugyanannyit ér, mint a miénk - hiába voltunk Ausztrália legelső emberei. Mindegy, hogy milyen kultúra, az én véleményem az, hogy mind ugyanannyit ér."

## Külső linkek
Instagram oldal: https://web.archive.org/web/20180923001625/https://www.instagram.com/magnoliamaymuru/
Facebook oldal: https://www.facebook.com/Magnolia-Maymuru-233622253672896/